# 馬淵優佳
馬淵優佳（1995年2月5日—）是一名日本女子跳水運動員，出身於兵庫縣寶塚市，現就讀於立命館大學運動健康科學部。她的雙親來自中國，父親馬淵崇英（原名蘇薇）擔任跳水教練。2017年5月24日，與游泳運動員瀨戶大也結婚。2018年6月大女兒出生，2020年3月二女兒出生。

## 外部連結
- 馬淵優佳的Instagram帳戶
- 馬淵優佳的X（前Twitter）